# Éric van Brussel

a Compétitions nationales et continentales officielles uniquement.

b Matchs officiels uniquement.
Éric Van Brussel, né le 14 novembre 1971, est un joueur français de rugby à XIII évoluant au poste d'arrière ou d'ailier dans les années 1990 et 2000.

## Biographie
Formé à Le Barcarès, puis au Sport Études de Carcassonne il rejoint au cours de sa jeunesse les clubs de Saint-Estève et de l'ASC 13. Elu junior de l'année en 1990 il connaît alors ses premières sélections en Equipe de France dans cette catégorie. Il poursuivra avec France B, France Universitaire. Il dispute ses premières rencontres en équipe 1 à l'ASC 13  en 1989 et remporte le Championnat de France avec ce dernier en 1992. Sa première sélection en équipe de France A intervient le 2 avril 1993. Il rejoint ensuite Saint-Estève prenant part aux titres de Championnat de France en 1997 et 1998 ainsi qu'aux titres de Coupe de France en 1994, 1995 et 1998. Il jouera pour la sélection des Catalans de France (vs Australie 1994) puis pour le Languedoc Roussillon (vs Afrique du sud 1997).  Il prend part également à l'aventure du Paris Saint-Germain Rugby League en Super League en 1996 y disputant deux rencontres puis finit sa carrière à Saint-Cyprien et Pia, disputant avec ce dernier deux finales de Coupe de France en 2002 et 2003.

## Palmarès
- Collectif :
  - Vainqueur du Championnat de France : 1992[1] (Carcassonne), 1997 et 1998[1] (Saint-Estève).
  - Vainqueur de la Coupe de France : 1990[1] (Carcassonne), 1994 et 1995 et 1998[1] (Saint-Estève).
  - Finaliste du Championnat de France : 1990[1] (Carcassonne), 1995, 1996 et 2000[1] (Saint-Estève).
  - Finaliste de la Coupe de France : 2002 et 2003 (Pia).

### Détails en sélection
| 1. | 2 avril 1993 | Grande-Bretagne                                        | 6-72                   | Test-match | Arrière                                  | 4    | 1   | - | - |
| 2. | Mai 1993     | Tournée CEI Saint Petersbourg Russie Tiraspol Moldavie | 44-4 30-14 48-22 34-14 |            | Arrière demi de mélée Arrière Remplaçant | 4 12 | 1 3 |   |   |
| 3. | 12 juin 1996 | Angleterre                                             | 6-73                   | Test-match | Remplaçant                               | 4    | 1   | - | - |

### En club
| Saison    | Saison              | Championnat           | Championnat | Championnat | Championnat | Championnat | Championnat | Championnat |
| Saison    | Saison              | Compétition           | M           | Pts         | Ess.        | Buts        | Dp.         |             |
| --------- | ------------------- | --------------------- | ----------- | ----------- | ----------- | ----------- | ----------- | ----------- |
| 1989-1990 | Carcassonne         | Championnat de France | ?           | -           | -           | -           | -           |             |
| 1990-1991 | Carcassonne         | Championnat de France | ?           | -           | -           | -           | -           |             |
| 1991-1992 | Carcassonne         | Championnat de France | ?           | -           | -           | -           | -           |             |
| 1992-1993 | Carcassonne         | Championnat de France | ?           | -           | -           | -           | -           |             |
| 1993-1994 | Saint-Estève        | Championnat de France | ?           | 88          | 22          | -           | -           |             |
| 1994-1995 | Saint-Estève        | Championnat de France | ?           | 48          | 12          | -           | -           |             |
| 1995-1996 | Saint-Estève        | Championnat de France | ?           | 40          | 10          | -           | -           |             |
| 1996-1997 | Saint-Estève        | Championnat de France | ?           | -           | -           | -           | -           |             |
| 1996-1997 | Paris Saint-Germain | Super League          | 2           | -           | -           | -           | -           |             |
| 1997-1998 | Saint-Estève        | Championnat de France | ?           | -           | -           | -           | -           |             |
| 1998-1999 | Saint-Estève        | Championnat de France | ?           | -           | -           | -           | -           |             |
| 1999-2000 | Saint-Estève        | Championnat de France | ?           | -           | -           | -           | -           |             |
| 2000-2001 | Saint-Cyprien       | Championnat de France | ?           | 36          | 9           | -           | -           |             |
| 2001-2002 | Pia                 | Championnat de France | ?           | 44          | 11          | -           | -           |             |
| 2002-2003 | Pia                 | Championnat de France | ?           | 44          | 11          | -           | -           |             |
| 2003-2004 | Pia                 | Championnat de France | ?           | 32          | 8           | -           | -           |             |